# Jay Kelly
Pour plus de détails, voir Fiche technique et Distribution.
Jay Kelly est un film américain réalisé par Noah Baumbach et dont la sortie est prévue en 2025.
Il sera présenté en avant-première à la Mostra de Venise 2025. Il connaitra ensuite une sortie limitée dans quelques salles américaines, puis sera diffusé exclusivement sur Netflix dans le monde.

## Synopsis
Jay Kelly est un acteur américain à succès. Cet homme flegmatique se retrouve embarqué dans un road trip en Europe. Accompagné de son fidèle manager Ron, il va faire de nombreuses rencontres. Les deux hommes vont ainsi se replonger dans leur passé, tout en se questionnant sur leur futur.. 

## Fiche technique
Sauf indication contraire, les informations mentionnées dans cette section peuvent être confirmées par la base de données cinématographiques IMDb,  présente dans la section « Liens externes ».
- Titre : Jay Kelly
- Réalisation : Noah Baumbach
- Scénario : Noah Baumbach et Emily Mortimer
- Musique : Nicholas Britell
- Décors : Mark Tildesley
- Costumes : N/A
- Direction artistique : N/A
- Montage : Valerio Bonelli et Rachel Durance
- Photographie : Linus Sandgren
- Production : Noah Baumbach, David Heyman et Amy Pascal
  - Production exécutive : Donald Sabourin
- Sociétés de production : Heyday Films, NBGG Pictures et Pascal Pictures
- Société de distribution : Netflix
- Pays de production :  États-Unis
- Langue originale : anglais
- Format : couleur
- Budget : 50 millions de dollars
- Genre : comédie dramatique, récit initiatique
- Durée : 132 minutes
- Date de sortie[2] : Dates sujettes à modification
  - Italie : 28 août 2025 (Mostra de Venise)
  - États-Unis : 14 novembre 2025 (sortie limitée en salles)
  - Monde : 5 décembre 2025 (Netflix)

## Distribution
- George Clooney (VF : Samuel Labarthe) : Jay Kelly
- Adam Sandler (VF : Serge Faliu) : Ron
- Laura Dern (VF : Rafaèle Moutier) : Liz
- Billy Crudup (VF : Fabrice Josso)
- Riley Keough :
- Greta Gerwig
- Patrick Wilson : Frank Hewitt
- Jim Broadbent : Jimbo
- Isla Fisher
- Emily Mortimer
- Eve Hewson
- Stacy Keach
- Alba Rohrwacher
- Lars Eidinger
- Josh Hamilton
- Louis Partridge
- Kyle Soller
- Jamie Demetriou
- Charlie Rowe
- Thaddea Graham

## Production

### Genèse et développement
Le 14 décembre 2023, Noah Baumbach annonce que son prochain projet sera un film sur le passage à l'âge adulte nommé Jay Kelly qui sera distribué par Netflix. C'est la quatrième collaboration du cinéaste avec la plateforme de streaming après The Meyerowitz Stories, Marriage Story et White Noise.

### Attribution des rôles
Dès l'annonce du projet, George Clooney et Adam Sandler sont les premiers acteurs engagés pour le film.
Le 14 mars 2024, le casting se complète avec les noms de Laura Dern, Billy Crudup, Riley Keough, Patrick Wilson, Greta Gerwig, Jim Broadbent, Emily Mortimer, Stacy Keach, Eve Hewson ou encore les acteurs européens Alba Rohrwacher et Lars Eidinger

### Tournage
Le tournage débute en mars 2024 et se déroule à New York et Londres. Le titre du film est alors révélé : Jay Kelly.

## Sortie
Le film sera présenté en avant-première le 28 août 2025, en compétition officielle à la Mostra de Venise 2025,. Il connaitra ensuite une sortie limitée dans quelques salles américaines le 14 novembre. Il sera ensuite diffusé exclusivement sur Netflix dans le monde,.